# Zašová
Zašová je obec, která se nachází v okrese Vsetín ve Zlínském kraji. Žije zde přibližně 3 100 obyvatel. Skládá se ze dvou částí – Zašové a Veselé, které jsou odděleny řekou Rožnovskou Bečvou.
Obcí prochází silnice I/35, která ji spojuje s nejbližšími městy Rožnov pod Radhoštěm a Valašské Meziříčí (obě vzdálena přibližně 7 km). Obec leží pod hřebenem Veřovických vrchů na severu a táhne se přes celou šířku Rožnovské brázdy až ke hřebenům Vsetínských vrchů (jižní část obce Veselá).
Zašová byla v soutěži Vesnice Roku za Zlínský kraj oceněna v roce 2000 Bílou stuhou a v roce 2010 Modrou stuhou.

## Části obce
- Zašová
- Veselá

## Historie
Obec byla založena na počátku 14. století a náležela k meziříčsko-rožnovskému panství. První písemná zmínka o ní pochází z roku 1370. Od roku 1549 patřila rodu Žerotínů. V obci působil řád Trinitářů, který zde měl od roku 1728 klášter (zakládací listina byla podepsána 22. října 1722 a obsahovala závazek hraběte Žerotína předat trinitářům i dosud nedokončený kostel). 
Po zrušení kláštera za vlády císaře Josefa II. byla budova využívána od roku 1898 jako gobelínová manufaktura, kterou zakladatel Rudolf Schlattauer přestěhoval roku 1908 do Valašského Meziříčí. V roce 1901 tehdejší hranický katecheta a pozdější olomoucký světící biskup Jan Stavěl zřídil v  části klášterní budovy útulek pro děti různým způsobem postižené. Položil tak základ k Ústavu svatého Josefa. Roku 1911 také v areálu vznikla dívčí škola - tzv. ústavská škola pro chovanky sirotčince, kterou navštěvovaly ale i dívky z obce. O vyučování se do roku 1920 staralo několik členek Kongregace Školských sester Třetího řeholního řádu svatého Františka z Přerova, které  byly povolány na Slovensko. Jejich místa následně zaujaly řeholnice z Kongregace Školských sester de Notre Dame z Horažďovic. Výuka zde byla ukončena v roce 1942 z nařízení německých okupačních orgánů a všechny žákyně přešly do obecné školy. 
Po Druhé světové válce byla výuka v dívčí škole krátce obnovena, než ji trvale ukončilo zestátnění všech škol v roce 1949. Třináct Školských sester de Notre Dame byly ze Zašové v září 1950 v rámci komunistické proticírkevní Akce Ř násilně odsunuty do internačního kláštera v Bílé Vodě. Sedm sester mohlo v Zašové i po roce 1950 zůstat a působily jako pečovatelky seniorů v domově důchodců. 
Do roku 2015 se v budově nacházel Domov pro osoby se zdravotním postižením, který byl kvůli transformaci sociálních služeb také zrušen. Nyní patří objekt obci. Současná budova školy byla otevřena v roce 1963, původní budova je využívána jako dětský domov. 
Železniční stanice byla zřízena v roce 1891, v roce 2010 byla zbourána budova zastávky a nahrazena plechovou boudou. Pošta v obci působí od roku 1889, kino bylo otevřeno v roce 1928, později přestěhováno do nové budovy ve spodní části obce, ke které náležela i tělocvična, a ještě později i s tělocvičnou zrušeno. Nová tělocvična byla postavena v letech 2002–2003 vedle školy. Nedaleko školy byla v roce 2003 dokončena i Orlovna, ve které se nacházejí dvě bowlingové dráhy. Na sklonku roku 2013 byl otevřen „Kulturní dům v Zašové“. V létě 2014 odstartovala rekonstrukce návsi.
V roce 1997 byla velká část obce zasažena povodněmi. Také 24. června 2009 se obcí prohnala blesková povodeň. V roce 2000 schválil Parlament ČR obecní symboly – znak a prapor. Znak vychází ze staré obecní pečeti z roku 1425, která je doplněna lvem ze znaku Žerotínů a křížem řádu Trinitářů.
V obci se tradičně háčkuje specifická forma krajky – tzv. Zašovská kytička. Obec je také známým poutním místem. Tato tradice vychází z pověsti o rytíři zraněném v boji s Turky, který byl Pannou Marií zachráněn a přenesen k pramenu léčivé vody.

## Pamětihodnosti a zajímavé lokality
V Zašové:
- Bývalý klášter trinitářů (1722)
- Barokní kostel Navštívení Panny Marie (1725)
  - gotická desková malba Panny Marie (1450)
  - dřevěný pozdně gotický krucifix (1520)
  - barokní socha sv. Jana Nepomuckého u farního kostela z poslední třetiny 18. stol.
  - kamenný kříž u cesty pod kostelem (1811).
- Fojtství
- Poutní areál Stračka s mariánským pramenem

V okolí:
- Hora Radhošť
- Hora Velký Javorník
- Přehrada Bystřička
- Skanzen Valašské muzeum v přírodě v Rožnově pod Radhoštěm
- Zřícenina Hradu Rožnov

## Vybavenost obce
Veřejnými institucemi v obci je základní škola, mateřská škola, dětský domov, pošta, knihovna, zdravotní středisko (dětský lékař, lékař pro dospělé, gynekolog a zubní ordinace) a lékárna. Obec má rozvinuté inženýrské sítě a je plně elektrifikována. Kanalizace je napojena na čističku odpadních vod. V obci je místní rozhlas, kabelová televize (na které obec provozuje vlastní informační kanál), rozvod zemního plynu. V roce 2010 byla ve spodní části obce firmou REN Power CZ spuštěna fotovoltaická elektrárna FVE Zašová s instalovaným výkonem 9,1 MW. Podle seznamu fotovoltaických elektráren je 13. nejvýkonnější v Česku. Od roku 1994 vychází v obci měsíčník Zašovské Noviny, který je obyvatelům k dispozici zdarma. Obec má smlouvu s Městskou policií Valašské Meziříčí, která má pravomoc zasahovat na území obce.

## Sport a kultura
Katastrem obce prochází cyklostezka Údolím Rožnovské Bečvy spojující Valašské Meziříčí a Horní Bečvu. Slavnostně otevřena byla 4. června 2010 v Rožnově pod Radhoštěm. Kromě ní jsou v obci k dispozici tenisové kurty, fotbalové hřiště, tělocvična, bowling a motokrosová trať, na jejíž části byl vybudován bikepark. V obci působí fotbalový oddíl, šachový oddíl, kynologický klub a tenisový klub. SDH Zašová se účastní soutěží v požárním útoku a v obci a okolí se dříve jezdil závod 24 hodin na horském kole. Nachází se zde také množství restauračních zařízení, penzion a solná jeskyně.
V dolní části obce se nachází park s bustou T. G. Masaryka a dětským hřištěm. Další park s malou rozhlednou byl vybudován v roce 2010 vedle hřbitova.
27. prosince 2013 byl slavnostně otevřen nově postavený kulturní dům, v němž bude umístěna knihovna, zrcadlový sál a divadelní sál. Návštěvníky slavnostního otevření byl v anketě pojmenován jako „Kulturní dům v Zašové“, namísto dosud užívaného jména Kulturní a informační centrum (KIC). Probíhají v něm divadelní představení, plesy a besedy a je v něm umístěno informační centrum a kavárna.
Na začátku září obec pořádá Zašovské slavnosti, jejichž součástí jsou hudební vystoupení, výstavy a nehudební vystoupení. Od roku 2014 je součástí i Love Food Festival, který nabízí ochutnávky menu lokálních restaurací a farmářské trhy.
V Zašové (v lokalitě Kotěhůlky) je pohádkový orloj, dílo řezbáře Miroslava Španera.

## Doprava
Obcí prochází silnice I/35, která je součástí evropské silnice E442 a která obec spojuje s nejbližšími městy Rožnov pod Radhoštěm a Valašské Meziříčí (obě jsou vzdálena přibližně 7 km).  Do obce zajíždí autobusové linky z Rožnova p. R. a Valašského Meziříčí. Další linky jezdící mezi těmito městy projíždějí dolní částí obce. V obci je i vlaková zastávka na železniční trati Valašské Meziříčí – Rožnov pod Radhoštěm.

## Významní rodáci a osobnosti spjaté s obcí
- Marie Bernátková (1857–1969), lesní dělnice a pokojská. V období 16. června 1968 až 4. května 1969 byla nejstarší ověřenou žijící osobou na světě.[5]
- Metoděj Jahn (1865–1942), učitel, prozaik a básník[6]
- Jan Stavěl (1869–1938), katolický kněz, pomocný biskup olomoucký. Zakladatel Ústavu svatého Josefa.
- Růžena Staňková (1869–1943), spoluzakladatelka Ústavu svatého Josefa.[7]
- Luděk Jaroň (1874–1935), krejčí, majitel závodu na konfekci v Paříži, člen Československých legií ve Francii.[8]
- Ferdinand Škrobák (1895–1989), hudební skladatel, dirigent[9]
- Jan Nohavica (1896–1919), účastník 1. světové války v řadách Rakousko-uherské armády, od dubna 1918 člen Československých legií v Itálií. Padl po válce při obraně celistvosti Československa v bojích s maďarskou armádou republiky rad.[10]
- Arnošt Borovička (1897–1950), varhaník, dirigent, učitel hudby.[11]
- František Nohavica (1898–1943), nadporučík policie, člen Obrany národa, oběť nacismu.[12]
- Heřman Štíhel (1903–1946), římskokatolický kněz[13]
- Karel Svět (1905–1941), elektromontér, oběť nacismu.[14]
- Metoděj Karel Bystřický (1907–1975), básník, spisovatel, salvatorián
- Alois Zátopek (1907–1985), geofyzik
- Jaromír Václav Daněk (1911–1983), letec-navigátor a voják za druhé světové války[15]
- Marie Košárková (1913–1995), autorka výšivek, držitelka titulu Mistryně lidové umělecké výroby[16]
- Jaroslav Hambálek (1916–1942), odbojář, oběť nacismu.[17]
- Václav Jaroň (1920–2005), učitel a malíř[18]
- Jaroslav Nohavica (1921–1949), římskokatolický kněz[19]
- Stanislav Nohavica (1923–1945), vězeň koncentračního tábora, zahynul při náletu na loď Cap Arcona.[20]
- František Stavinoha (1928–2006), spisovatel
- Richard Sobotka (* 1935), spisovatel[21]
- Martin Kremel (*  1971),[22] jezdec Endura a motokrosu
- Lucie Petruželová (*  2002),[23] tenistka[24]
- Roman Staněk (* 2004), pilot F2

## Partnerské obce
- Nová Ľubovňa, Slovensko

Obec spolupracuje také s městy Veľký Meder a Vrútky.

## Galerie

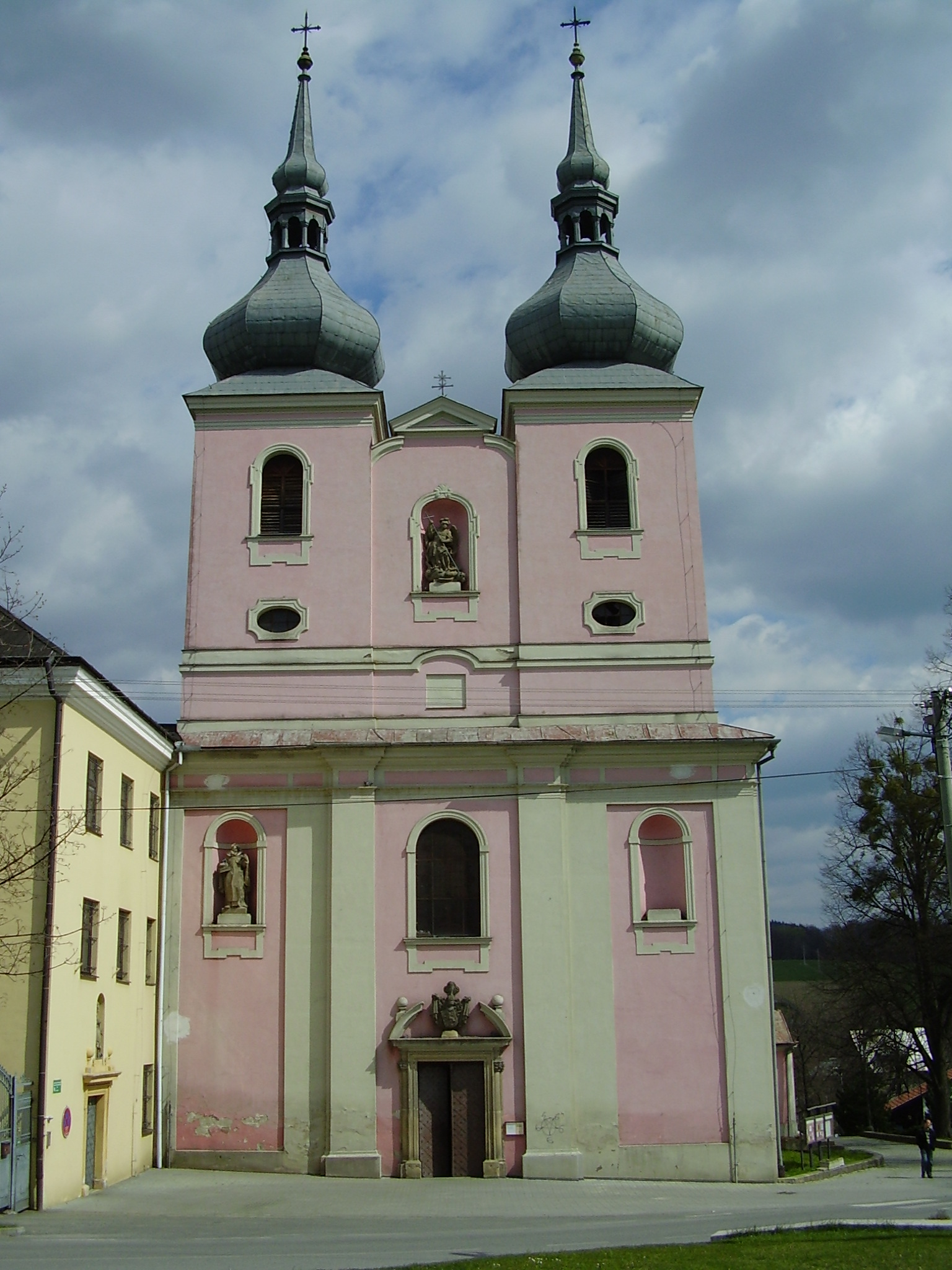
Kostel Navštívení Panny Marie
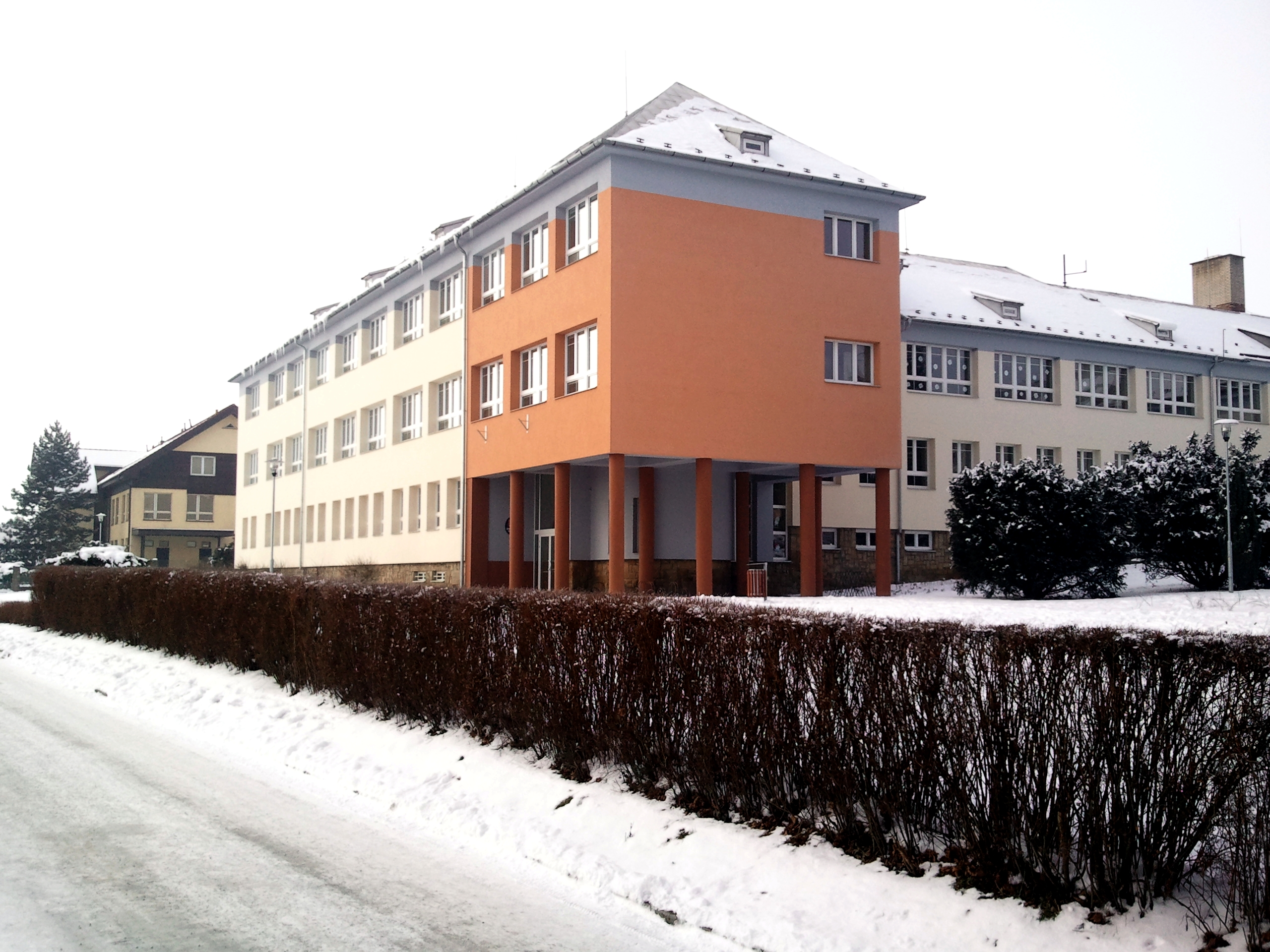
Základní škola, v pozadí škola mateřská
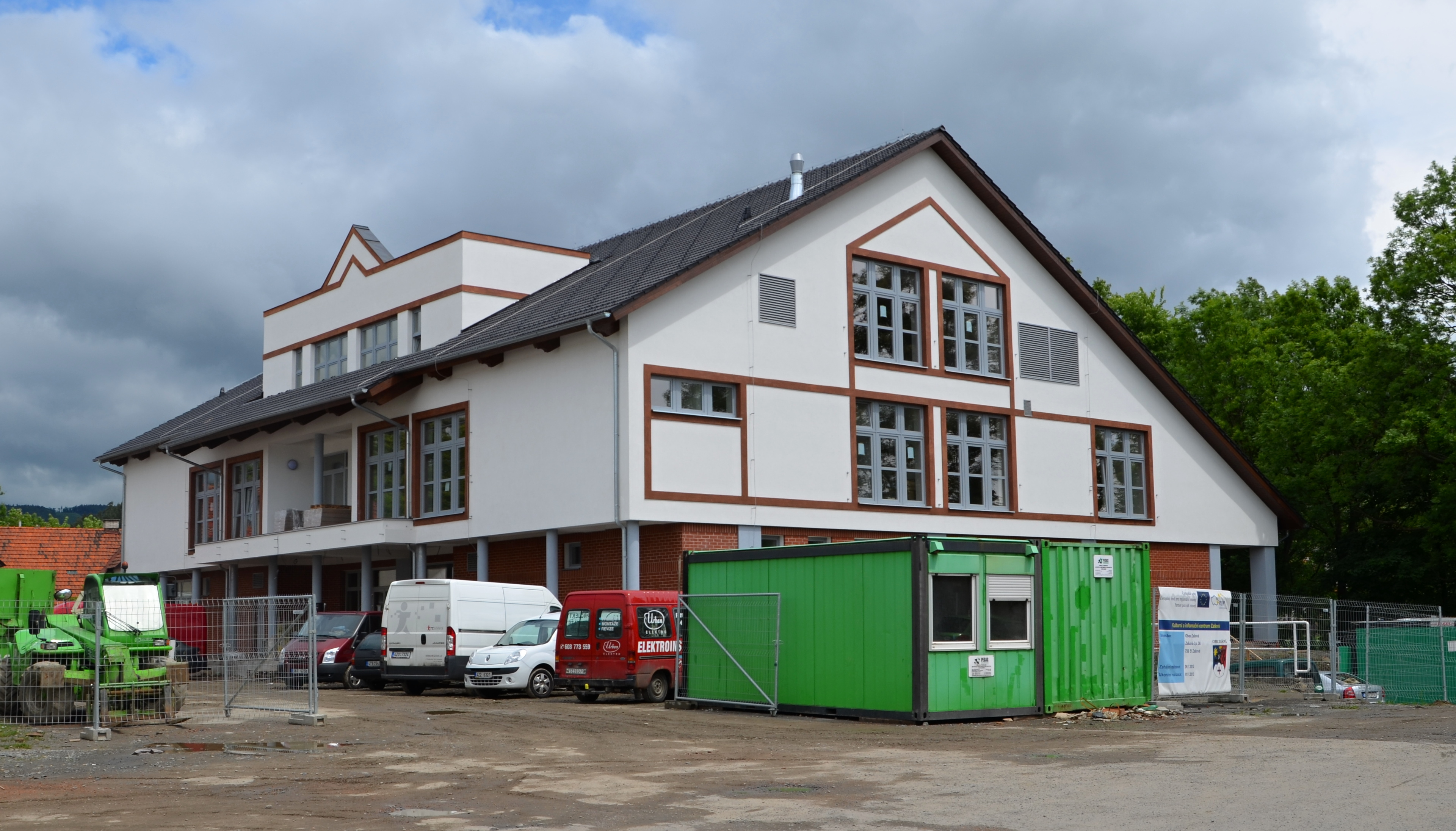
Kulturní centrum
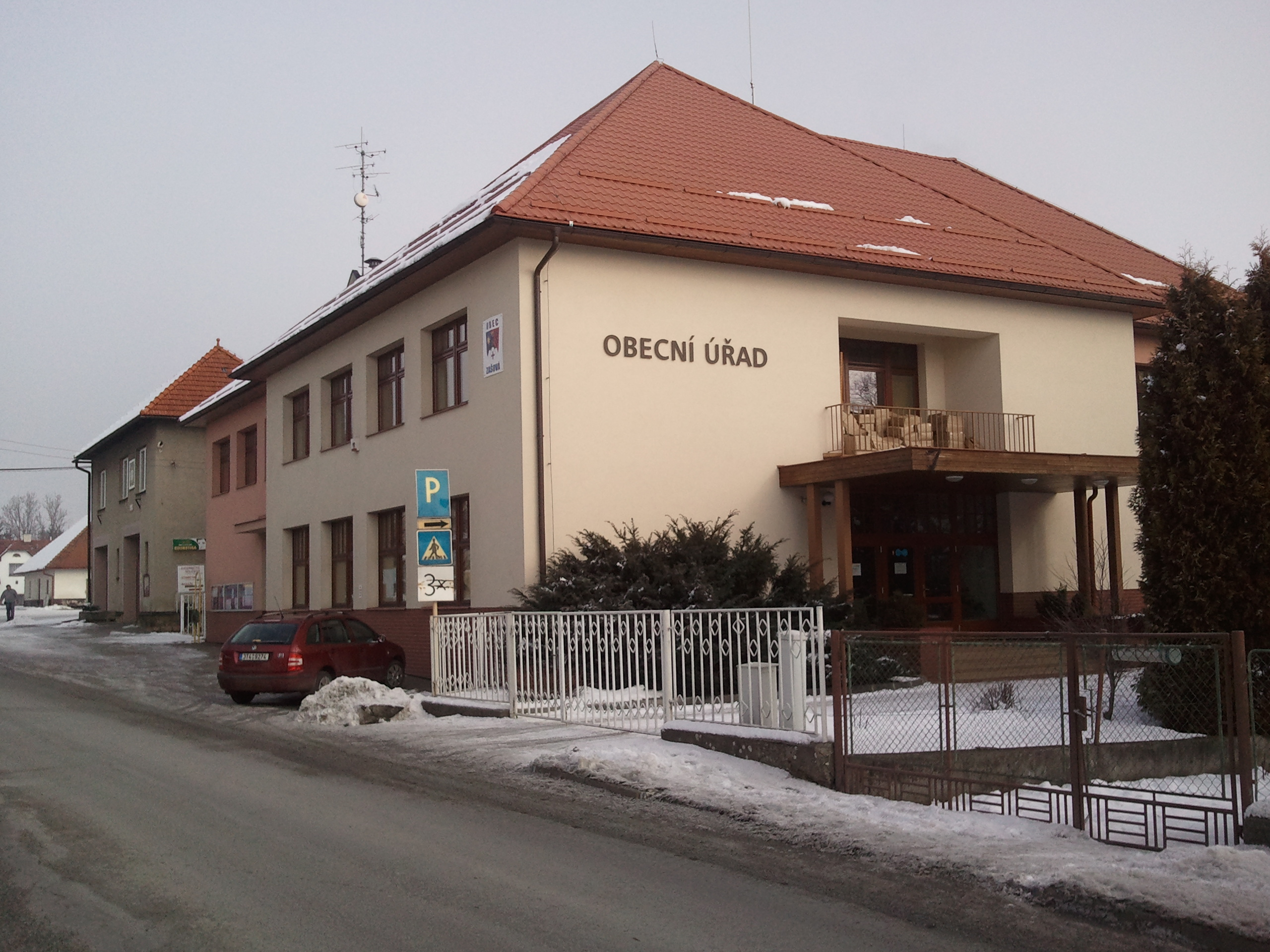
Obecní úřad
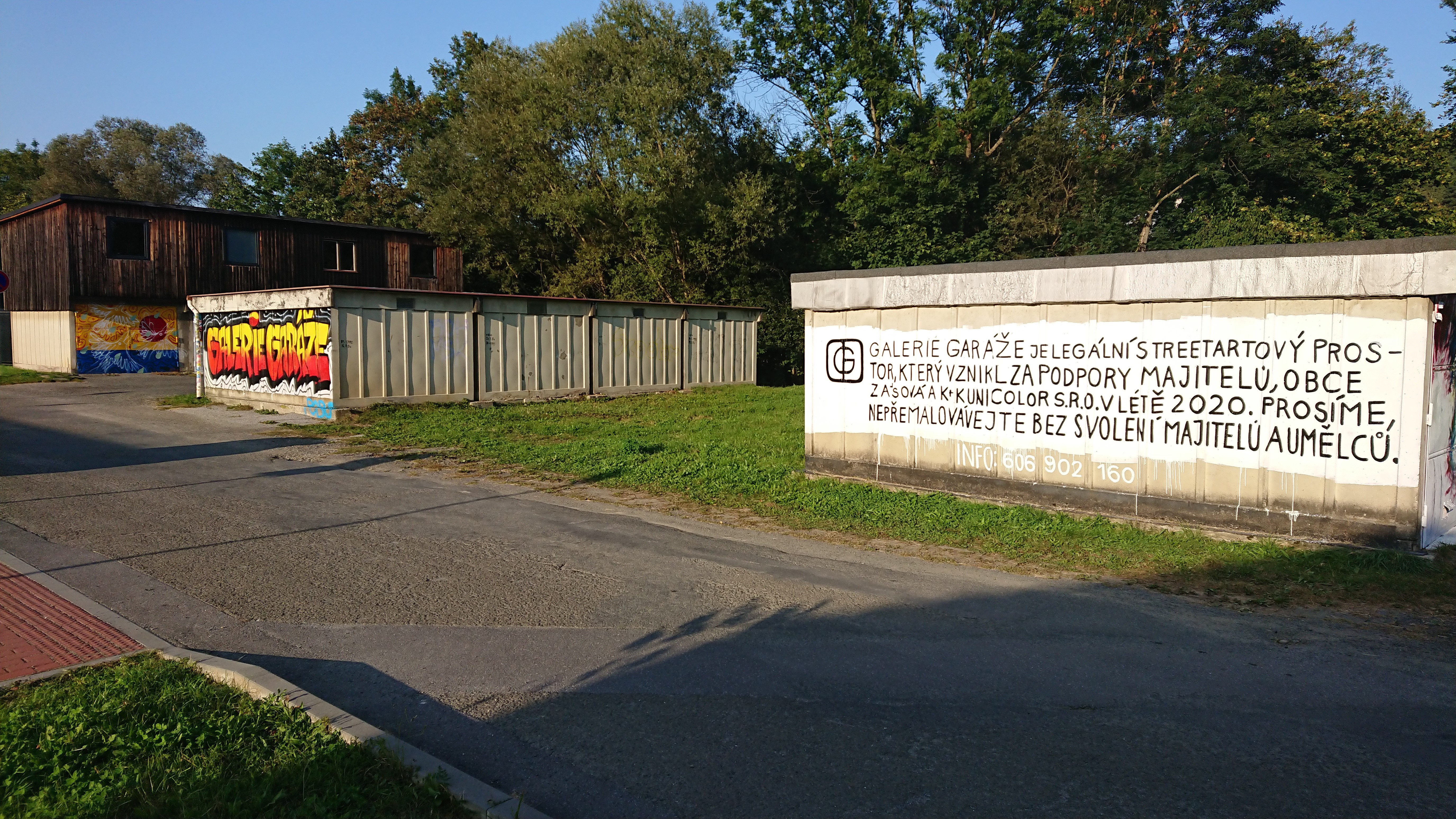
Galerie garáže - legální streetartový prostor